# Vuelta Internacional del Café
De Vuelta Internacional de Café is een voormalige etappekoers die werd verreden in de omgeving van Bogota, Colombia. De koers werd maar drie keer georganiseerd. De ronde zou vanaf 2010 onderdeel zijn van de UCI America Tour, met een classificatie van 2.2, maar werd geannuleerd. In 2011 werd de etappekoers een laatste keer verreden.